# Smithsonian Channel
Smithsonian Channel é um canal de televisão por assinatura pertencente a uma joint venture entre a Showtime Networks, da Paramount Media Networks, e a Smithsonian Institution.
O conteúdo da rede é inspirado nos museus, nas instalações de pesquisa e nas revistas da Smithsonian Institution. Possui programação de não-ficção que abrange uma ampla gama de assuntos históricos, científicos e culturais. Também está disponível no On Demand em alta definição e definição padrão.
Em fevereiro de 2015, aproximadamente 33,6 milhões de domicílios americanos (28,9% com televisão) recebiam o Smithsonian Channel.

## Smithsonian Channel no Brasil
No Brasil, o canal estreou no dia 26 de abril de 2019 sendo operado pelo Grupo Bandeirantes. Está disponível na grade da Claro TV no canal 590 e SKY Brasil no canal 464 entrando no dia 01 de abril de 2022, além de parte da programação ser transmitida no canal Terraviva.
Em agosto de 2019, foi lançado o Smithsonian Plus, que apesar de ser um serviço de streaming independente nos Estados Unidos, foi lançado como um centro de conteúdo dentro do serviço de streaming Apple TV. No ano seguinte, o Smithsonian Plus foi retirado da Apple TV sendo substituído pelo Adrenalina Pura.
Em 4 de março de 2021, com o lançamento do serviço de streaming Paramount+, o conteúdo do canal passa a ser disponibilizado dentro da plataforma.Por conta disso, o serviço de streaming Smithsonian Plus foi descontinuado nos Estados Unidos.
No dia 28 de junho de 2022, a SKY Brasil anunciou que deixaria de transmitir o canal no dia 27 de julho, o substituindo pelas versões em SD e HD do canal Sony Movies.
Em 26 de setembro de 2022, o Smithsonian Channel entrou no ar na Pluto TV com canal linear e conteúdo on-demand.
Em 5 de dezembro de 2022 foi anunciado o encerramento do sinal do Smithsonian Channel para o mercado brasileiro em 17 de janeiro de 2023, quando será transmitido pela última vez pela Vivo Play TV. A operadora ofereceu como alternativa ao canal a assinatura do serviço de streaming Paramount+ e o canal de música MTV 00s.
Em 31 de dezembro de 2022 foi anunciado o encerramento do sinal do Smithsonian Channel para o mercado brasileiro em operadoras de televisão por assinatura.